# Sultan (prénom)
Pour les articles homonymes, voir Sultan (homonymie).
Sultan (arabe  سلطان [Sulṭān] : autorité, pouvoir) est un prénom masculin ou féminin.

## Personnalités
- Pour les personnalités de ce prénom, voir : Tous les articles commençant par « Sultan ».